# Rezzago
Rezzago är en ort och kommun i provinsen Como i regionen Lombardiet i Italien. Kommunen hade 295 invånare (2018).